# Hamvas fűz
A rekettyefűz vagy hamvas fűz (Salix cinerea) a fűzfafélék (Salicaceae) családjába tartozó cserje.

## Leírása

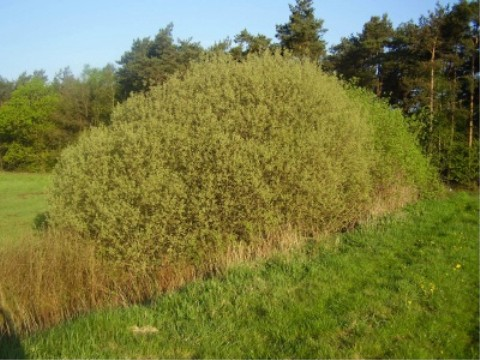
Hamvas fűz Németországban tavasszal

2-5 méter magas, tövig ágas cserje. A csoportokban álló rekettyebokor jellegzetesen félgömb alakú, ez alapján messziről is könnyen felismerhető. Fiatal hajtásai szürkén molyhosak, 4–10 cm-es, szürkészöld levelei széles-tojásdadok, finoman fűrészesek. Barkái 4–9 cm hosszúak, magháza filces, portokjai eleinte narancsvörösek.

## Élőhelye
Állóvizek szélén, lassú folyású folyók mentén és lápokban, mocsaras láperdőkben él. Elviseli a lápok oxigénben szegény, glejes talaját. Európában gyakori, nálunk állománya fogyatkozóban van.

## Alfajai
- Salix cinerea subsp. cinerea. Közép- és Kelet-Európában, Nyugat-Ázsiában. 4–6 méteresre (ritkán 10 m) nő,
- Salix cinerea subsp. oleifolia (Sm.) Macreight (syn. S. atrocinerea Brot.). Nyugat-Európában, Északnyugat- Afrikában. 10–15 m magasra nő meg.